# Cantón de Aserrí
Aserrí es un cantón de Costa Rica situado en el centro de la provincia de San José, sobre la meseta intervolcánica del Valle Central, y perteneciente parcialmente a la Gran Área Metropolitana. El cantón cuenta con un total de 61 338 habitantes, según la última proyección demográfica del INEC, ubicándose así como el vigesimosexto más poblado del país y el decimoprimero de la provincia. Limita al noroeste con el cantón de Alajuelita, al oeste con el cantón de Acosta, al sur con el cantón de Parrita, al sureste con el cantón de Tarrazú, y al este con los cantones de León Cortés Castro y Desamparados.
El cantón cuenta con una extensión territorial de 167,10 km², colocándose como el séptimo más extenso de la provincia. Su cabecera es el distrito de Aserrí, con categoría de ciudad, y cuenta con un total de siete distritos: Aserrí, Tarbaca, Vuelta de Jorco, San Gabriel, Legua, Monterrey y Salitrillos.
Fundado en 1882, el cantón se caracteriza por sus famosas tamaleras, que producen unos de los tamales más populares del país y que proporcionan empleo a muchos habitantes del cantón. También se caracteriza por la producción de mascaradas, una tradición popular del cantón y de Costa Rica. Además, en el cantón se ubica la mítica Piedra de Aserrí, una formación geológica localizada en los cerros de Escazú y asociada a la leyenda de la Bruja Zárate, figura importante en el folclor costarricense. El cantón cuenta con un Índice de Desarrollo Humano de 0,749, clasificado como alto.

## Toponimia
El término y el nombre actual del cantón, «Aserrí», hace referencia al nombre del Cacique Aczarrí, un cacique el cual, durante la Conquista, dominaba una gran parte del territorio del actual cantón. Su nombre, según el monseñor Bernardo Augusto Thiel Hoffman, significa "piedra de pico ligero", y cuenta con algunas variantes como «Aqueserrí», «Aquecerrí», «Acerrí», «Acserí», «Aquearri», «Adcerri» y «Adqarri».

## Historia

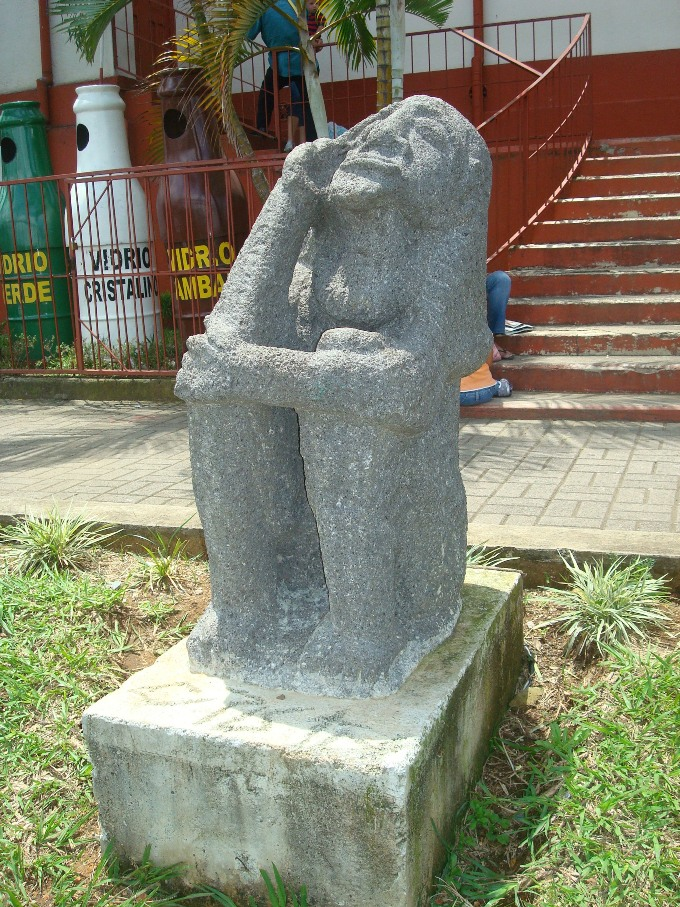
Estatua de piedra que representa el pasado indígena del cantón y al cacique que le dio su nombre.

### Orígenes
Las primeras ocupaciones registradas del territorio al que hoy pertenece el cantón se remontan a entre los siglos III y XVI al arribo de los españoles. El territorio en esta época se encontraba ocupado por el antiguo Reino Huetar de Occidente, una nación amerindia y uno de los dos grandes reinos indígenas de la parte central del país, reinado por el Cacique Garabito. Sin embargo, la región en específico que abarca el actual cantón, se encontraba bajo el dominio del Cacique Aczarrí, a quien también se le denominaba como «Aqueserrí», «Aquecerrí», «Acerrí», «Acserí», «Aquearri», «Adcerri» o «Adqarri». Durante la Conquista, el territorio que cubre esta región, se conocía como los Valles de Aserrí. Este cubría también ciertas partes de los cantones de Desamparados y Alajuelita, y se extendía, de norte a sur, desde el río Tiribí hasta el cerro Tablazo, cerca del actual distrito desamparadeño de Patarrá.
El primer español que atravesó la localidad fue Juan de Cavallón y Arboleda, en 1561. Posteriormente, en enero de 1563, el conquistador Juan Vázquez de Coronado atraviesa la zona para llegar a la región de Quepo. Durante la travesía, el conquistador arremetió contra las poblaciones indígenas del lugar, así como contra el Cacique Aczarrí y sus súbditos.
Entre 1570 y 1575, padres franciscanos fundan las doctrinas de Aserrí, Barva, Curridabat, Ujarrás, Pacaca y San Bernardino de Quepos. Así fue como se crearon las denominadas reducciones: Las más importantes, las del Valle Oriental, integradas por Cot, Quircot, Tobosi y Ujarrás de Cartago y la reducción del Valle Occidental, integradas por Aserrí, Curridabat, Barva y Pacaca. Así es como en 1575, se construye la primera iglesia de la localidad, dedicada a San Luis de Tolosa. Conjunto a la iglesia de Curridabat, este fue uno de los primeros templos católicos en erigirse en el interior de Costa Rica tras la Conquista.
Entre 1579 y 1587, según el protocolo de Cartago, el gobernador Diego de Artieda Chirino y Uclés otorgó títulos de propiedad al capitán y conquistador español Juan Solano y Díaz de Tapia, haciéndolo dueño de los territorios que comprenden Aserrí, Patarrá, Santa Ana y lo que hoy es Ciudad Colón.
En 1601, se realiza la apertura del Camino de Mulas, una ruta que permitió el comercio de mulas entre la región y las Ferias de Portobelo, un punto de encuentro de expediciones comerciales provenientes de ambos extremos de los territorios del Reino de España, llevado a cabo en Panamá.
El 4 de noviembre de 1825, mediante la Ley n.° 63, se divide al Estado de Costa Rica en dos grandes departamentos, el departamento Oriental y el departamento Occidental. Mediante ella, Aserrí se constituyó como un pueblo del distrito de San José, parte del departamento Oriental.
En la división territorial administrativa de Costa Rica de 1836, aparece Aserrí como un pueblo en la provincia de San José. Posteriormente, el 1° de diciembre de 1841, Aserrí pasa a convertirse en un cuartel del barrio de Alajuelita, del departamento de San José, y al cual lo conformaban la mayor parte del actual cantón de Alajuelita, así como una parte del este del cantón de Escazú, una parte del sur del cantón de San José, así como del norte del actual cantón de Aserrí. El barrio de Alajuelita quedaba dividido en cinco cuarteles: Santuario, Caracas, Tejar, El Molino y Aserrí.
En la Constitución Política del 30 de noviembre de 1848, se estableció una nueva división política y administrativa que contempló la nomenclatura de provincias, cantones y distritos parroquiales. De entre los cantones de la provincia de San José, se encontraba el cantón de «Curridabat y Aserrí», al cual la mayor parte del actual cantón de Aserrí integraba, así como de los cantones de Curridabat, Desamparados y Acosta.
Por Ley n.º 22 del 4 de noviembre de 1862, se vuelve a dividir el territorio de la República para efectos Municipales. Aserrí pasa a ser ahora parte del cantón de Desamparados.
En 1897, entra en servicio la primera escuela del cantón. En marzo de 1970, durante la administración de José Joaquín Trejos Fernández, inicia sus actividades docentes el Liceo de Aserrí.

### Cantonato
Mediante la Ley n.° 3 del 27 de noviembre de 1882, se creó Aserrí como cantón de la provincia de San José, designándose como cabecera la villa de Aserrí, más no se fijaron los distritos de este nuevo cantón. Ostentó dentro de su jurisdicción a localidades como los actuales cantones de Acosta y una pequeña parte del oeste del cantón de León Cortés Castro. Aserrí procede del cantón de Desamparados, establecido este último mediante la Ley n.° 22 del 4 de noviembre de 1862.
El 10 de agosto de 1920, por medio del Decreto n.º 69, la villa de Aserrí recibe el título de ciudad.
En 1956, se comienza a utilizar en Aserrí como medio de transporte la famosa "cazadora" de la empresa estadounidense GMC, proporcionando transporte a los pobladores del cantón y trabajo para algunos otros. Gracias a esto, Aserrí se convirtió en uno de los primeros cantones del país en poseer servicio de transporte público.
El 5 de abril de 1966, mediante el Decreto n.º 15, se crea el sexto distrito de Monterrey, segregado del distrito de Legua.
En diciembre de 1992, la mítica Piedra de Aserrí es declarada patrimonio histórico de Costa Rica.
El 22 de abril de 1999, mediante el Decreto n.º 15, se crea el séptimo distrito de Salitrillos, segregado del distrito de Aserrí.

## Gobierno local

### Alcaldía
Conforme al Régimen municipal de Costa Rica, la alcaldía y las vicealcaldías del cantón son electas popularmente mediante sufragio universal cada cuatro años. En las elecciones municipales de Costa Rica de 2024, la candidata del Partido Liberación Nacional, Patricia Porras Segura, resultó electa como alcaldesa. Los vicealcaldes son Carlos Azofeifa y Jesús Morales Calderón.
Alcaldes desde las elecciones de 2002.
| Periodo   | Nombre                        | Partido |
| --------- | ----------------------------- | ------- |
| 2002-2006 | Mario Morales Guzmán          | PLN     |
| 2006-2010 | Mario Morales Guzmán          | PLN     |
| 2010-2016 | Víctor Morales Mora           | PAC     |
| 2016-2020 | José Oldemar García Segura    | PLN     |
| 2020-2024 | José Oldemar García Segura    | PLN     |
| 2024-2028 | Patricia Mayela Porras Segura | PLN     |

### Concejo municipal
Al igual que la elección de la alcaldía y vicealcaldías, los integrantes del Concejo municipal son electos popularmente cada 4 años. El Concejo Municipal de Aserrí se integra por un total de 7 regidores, propietarios y suplentes, y 7 síndicos, propietarios y suplentes, y cuyo presidente es la regidora propietaria Sonia Aguilar Zamora, del Partido Unidad Social Cristiana, y su vicepresidente es el regidor propietario Alex Calero López, del Partido Liberación Nacional. Actualmente está integrado por:

Actual distribución del Concejo Municipal después de las elecciones de 2024.
|                                                            |                                        |                  |           |
| Partidos políticos en el Concejo Municipal de Aserrí       |                                        |                  |           |
| Partido político                                           | Partido político                       | Partido político | Regidores |
|                                                            | Partido Liberación Nacional (PLN)      |                  | 2         |
|                                                            | Partido Unidad Social Cristiana (PUSC) |                  | 2         |
| Archivo:Bandera Agenda Democrática Nacional Costa Rica.svg | Agenda Democrática Nacional (ADN)      |                  | 2         |
|                                                            | Partido Nueva Generación (PNG)         |                  | 1         |

## Distritos
El cantón de Aserrí se divide administrativamente en siete distritos, siendo la cabecera el distrito de Aserrí. Cada distrito, según el Régimen municipal de Costa Rica, posee un Concejo de distrito el cual se encarga de velar por sus temas correspondientes, y se integra por los síndicos, propietarios y suplentes, y los concejales.
1. Aserrí
2. Tarbaca
3. Vuelta de Jorco
4. San Gabriel
5. Legua
6. Monterrey
7. Salitrillos

## Geografía
Cantón de Aserrí cuenta con un área de 168,26 km² y una altitud media de 1308 m s. n. m.

### Localización
El cantón de Aserrí es el sexto de la provincia de San José y tiene una extensión territorial de 167,10 km², y se encuentra ubicado parcialmente dentro del Valle Central de Costa Rica. El cantón se encuentra ubicado cerca de las estribaciones occidentales de la Cordillera de Talamanca, constituidas por la Fila de Bustamante, que dividen el Valle Central, de origen volcánico, del Valle de Los Santos, de origen tectónico, y las cuencas de los ríos Grande de Tárcoles y Parrita respectivamente, que desembocan en el Océano Pacífico.
| Noroeste:Alajuelita       | Norte: Desamparados, Alajuelita | Noreste: Desamparados                  |
| Oeste: Acosta             |                                 | Este: León Cortés Castro, Desamparados |
| Suroeste: Acosta, Parrita | Sur: Parrita                    | Sureste: Parrita, Tarrazú              |

### Relieve

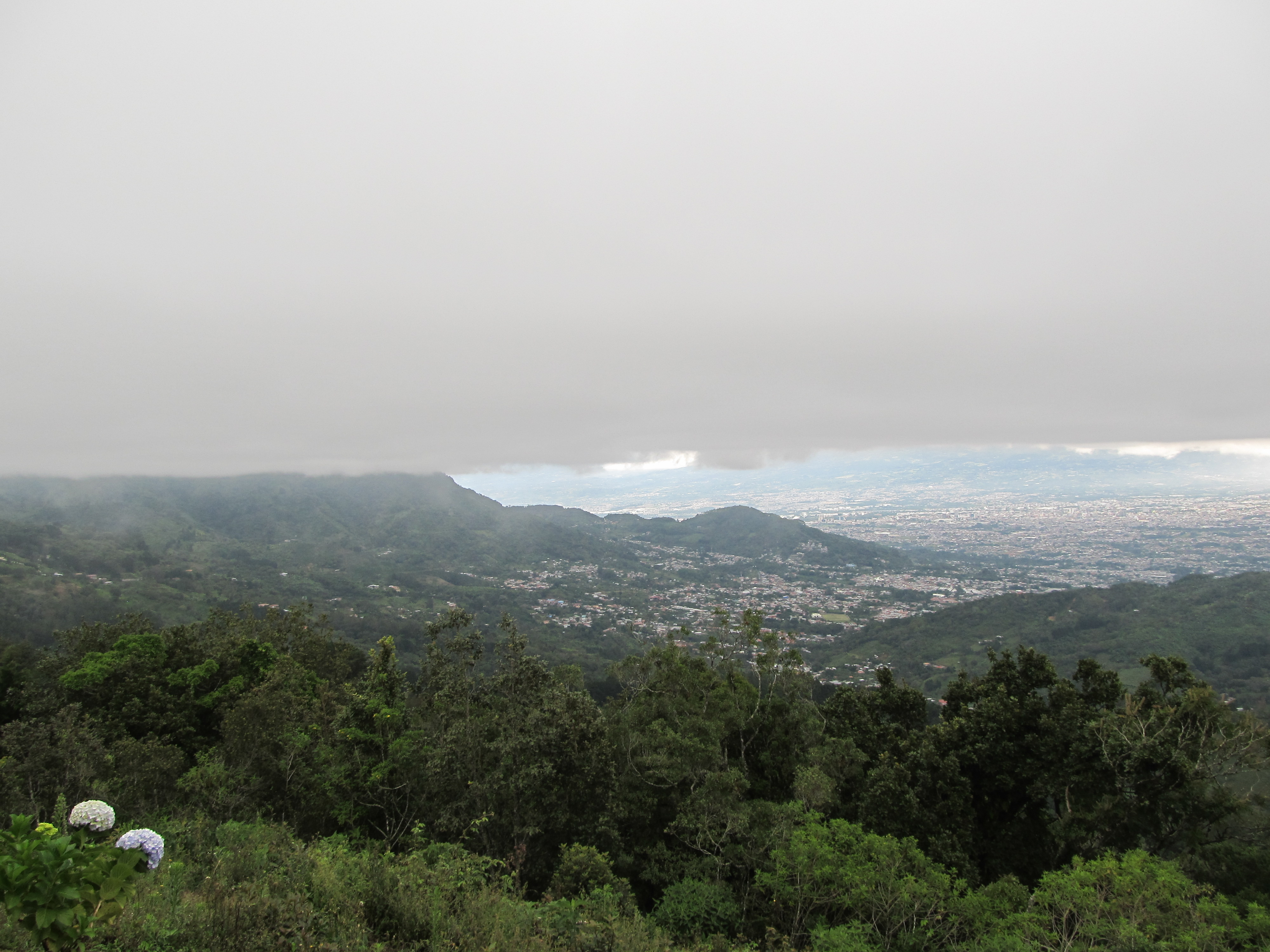
Panorámica de Aserrí y San José desde el distrito de Tarbaca.

El relieve del cantón de Aserrí es sumamente montañoso y complejo. El cantón tiene una elevación media de 1 308 metros sobre el nivel de mar (m s. n. m.). Las elevaciones sobre el nivel del mar, del centro urbano de los poblados de distritos del cantón, son las siguientes: Aserrí, a 1 308 m s. n. m., Tarbaca, a 1 796 m s. n. m., Vuelta de Jorco, a 1 220 m s. n. m., San Gabriel, a 1 310 m s. n. m., Legua, a 1 649 m s. n. m., Monterrey, a 1 100 m.s.n.m., y Salitrillos, a 1335 m s. n. m.
El punto más alto del cantón es el cerro Caraigres, que se encuentra en el norte del distrito de Legua, y cerca de la frontera con el cantón de Acosta, y forma parte de los Cerros de Escazú, una cadena montañosa que atraviesa varios cantones del centro y oeste de la provincia de San José. Cuenta con una elevación de 2 506 m s. n. m., aproximadamente. Otros puntos de importancia son, el cerro Piedra Tortuga, en el distrito de Legua y a 2 444 m s. n. m., el cerro Pico Alto, entre los distritos de Aserrí y Tarbaca y a 2 353 m s. n. m., y el cerro Rabo de Mico, a 2 428 m s. n. m.

### Hidrografía

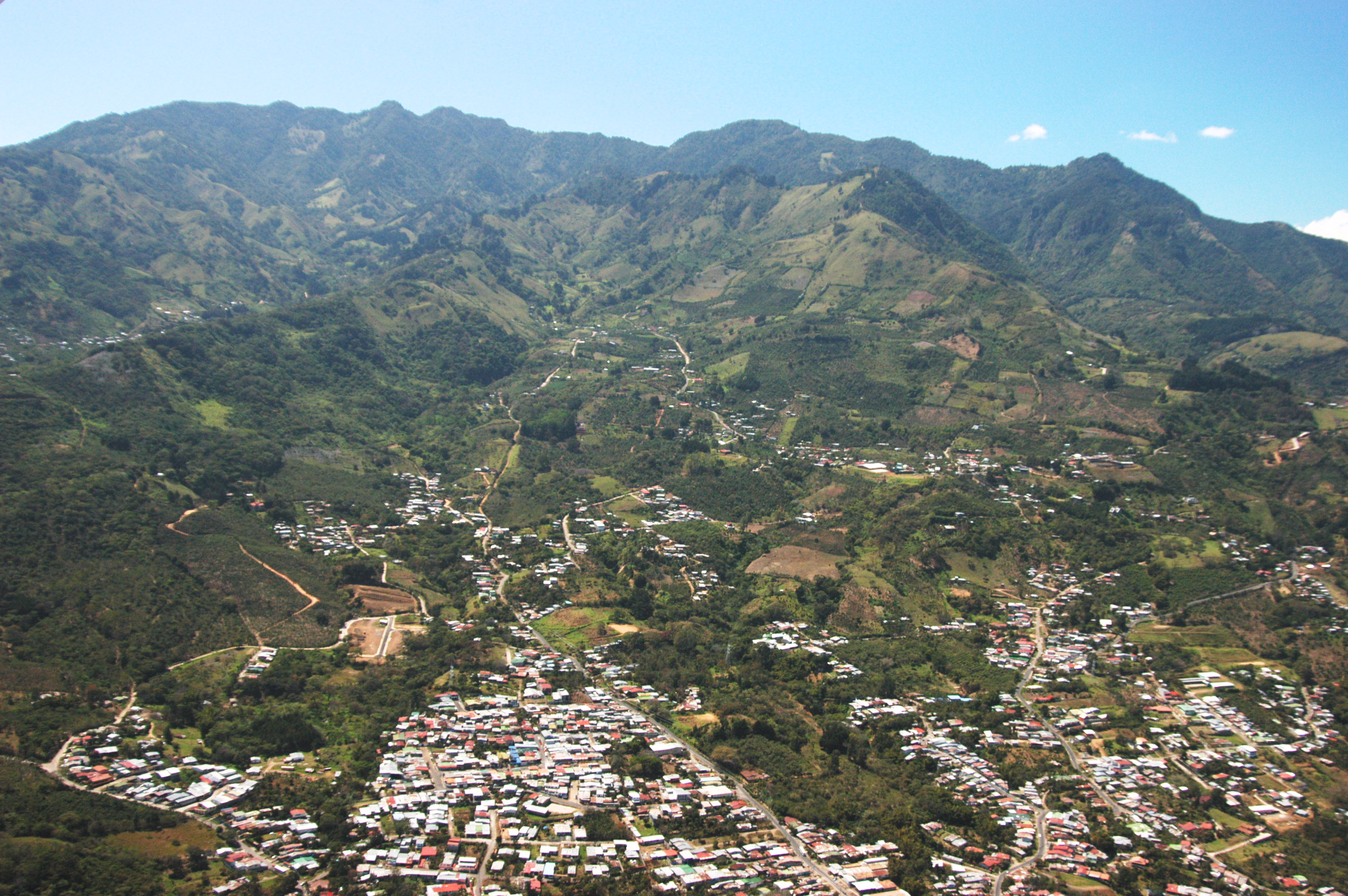
Panorámica de los Cerros de Escazú, al norte del distrito de Aserrí.

El sistema fluvial del cantón de Aserrí corresponde a la vertiente del Pacífico, que pertenece a las cuencas de los ríos Pirrís y Río Grande de Tárcoles. La primera es drenada por el río Pirrís y sus afluentes, el río La Dicha y la quebrada Delicias; lo mismo que por el río Grande de Candelaria, que se origina en la confluencia de los ríos Tarrazú y Alumbre al que se le unen el río Tarbaca y el río Tigre.
Estos cursos de agua, excepto los ríos Pirrís, Tarrazú y Alumbre, nacen en el cantón. Presentan una dirección de noreste a suroeste, de sureste a noroeste y de norte a sur. Los ríos Grande de Candelaria, Jorco, La Dicha y Tarrazú y la quebrada Delicias son límites cantonales; los tres primeros con Acosta; el cuarto con Desamparados y la última con León Cortés Castro.
La cuenca del río Grande de Tárcoles, es irrigada por el río Cañas al que se le unen los ríos Curubres, Suerre, Parruás, Poás y Guatuso. Estos ríos nacen en la región y presentan un rumbo de sur a norte y de suroeste a noreste. Los ríos Poás y Guatuso son límites cantonales; el primero con Alajuelita y Desamparados; el Guatuso con Desamparados.
Aserrí, como otros cantones costarricenses, es vulnerable a diversos desastres naturales.

## Economía
La economía del cantón es diversificada, predominando la agricultura, principalmente el cultivo del café. También tiene importancia el cultivo de naranjas, hortalizas, jocotes y frijoles. Se realizan actividades de ganadería de engorde, porcicultura y cría de especies menores como la cabra, cuya leche se comercializa. El cantón posee algunos lugares turísticos de importancia, destacándose el sector de Tarbaca, donde hay varios miradores, restaurantes y sitios de venta de artesanías. En la ciudad cabecera se realizan actividades relacionadas con el comercio y los servicios.
Una de las industrias locales con más fama en el país son las tamaleras. Funcionando durante todo el año, proporcionan trabajo a distintas familias de Aserrí ubicándose en gran mayoría en el distrito de Salitrillos y seguidamente en Aserrí centro. Su mayor producción viene en el mes de diciembre cuando se disfruta esta comida para las festividades navideñas. Los tamales aserriceños son los más conocidos del país por ser de los más deliciosos.

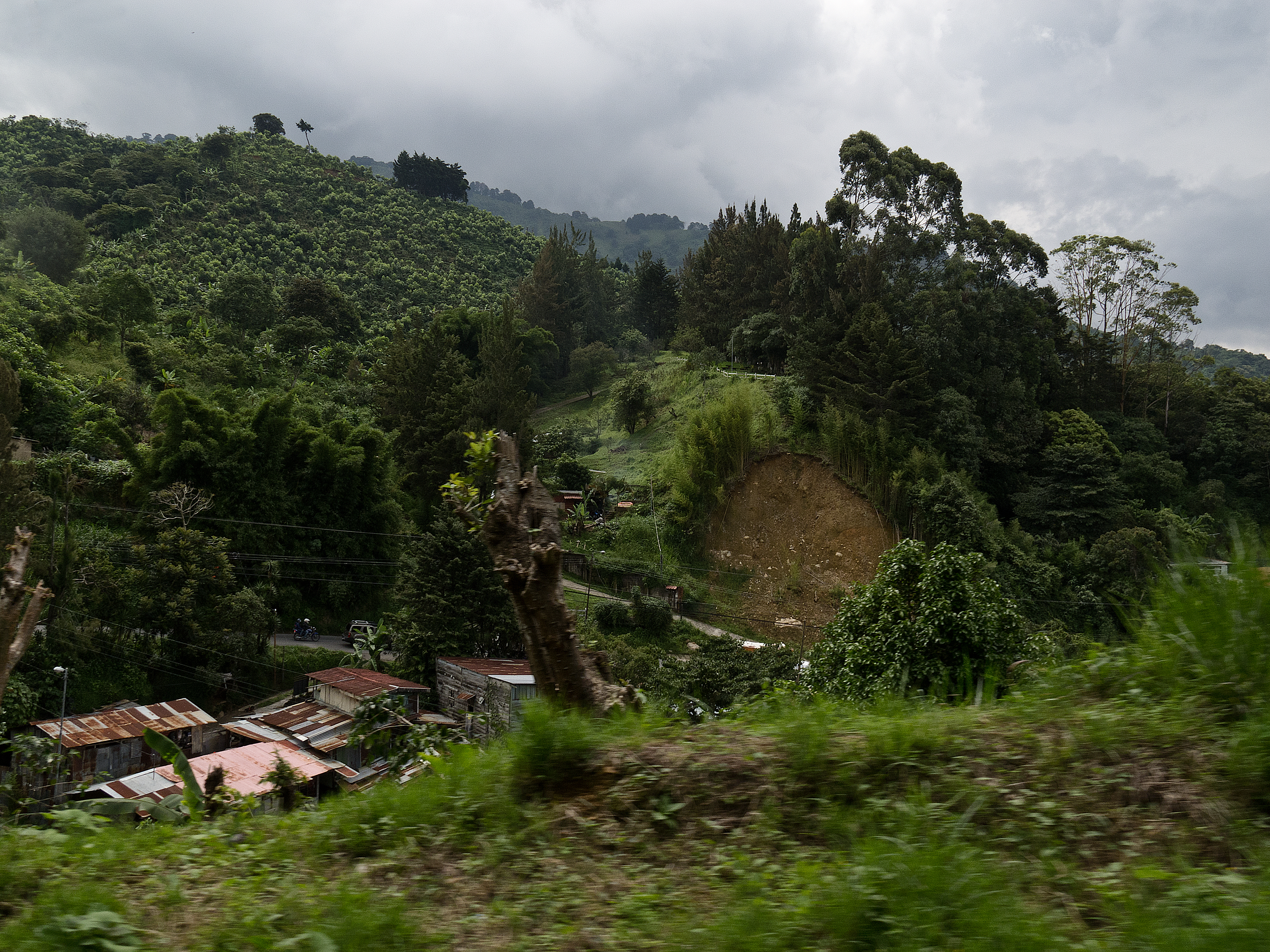
Vista de la carretera n.°209, en el distrito de Aserrí.

Por otra parte, de acuerdo al Censo Nacional del 2011, la población activa del cantón se concentra mayoritariamente en el Sector Terciario o sector de servicios en cerca del 73,8%, mientras que en el Sector Secundario se concentra el 19.0% y en el Sector Primario el 7,2%. Además, de acuerdo con el Índice de Competitividad Cantonal, el cantón de Aserrí se ubica en el puesto 69.º a nivel nacional, destacándose en las áreas de grado de dependencia de transferencias del sector público, cobertura y calidad de red móvil 2G, cobertura y calidad de red móvil 3G, y porcentaje de escuelas y colegios con internet.

## Infraestructura

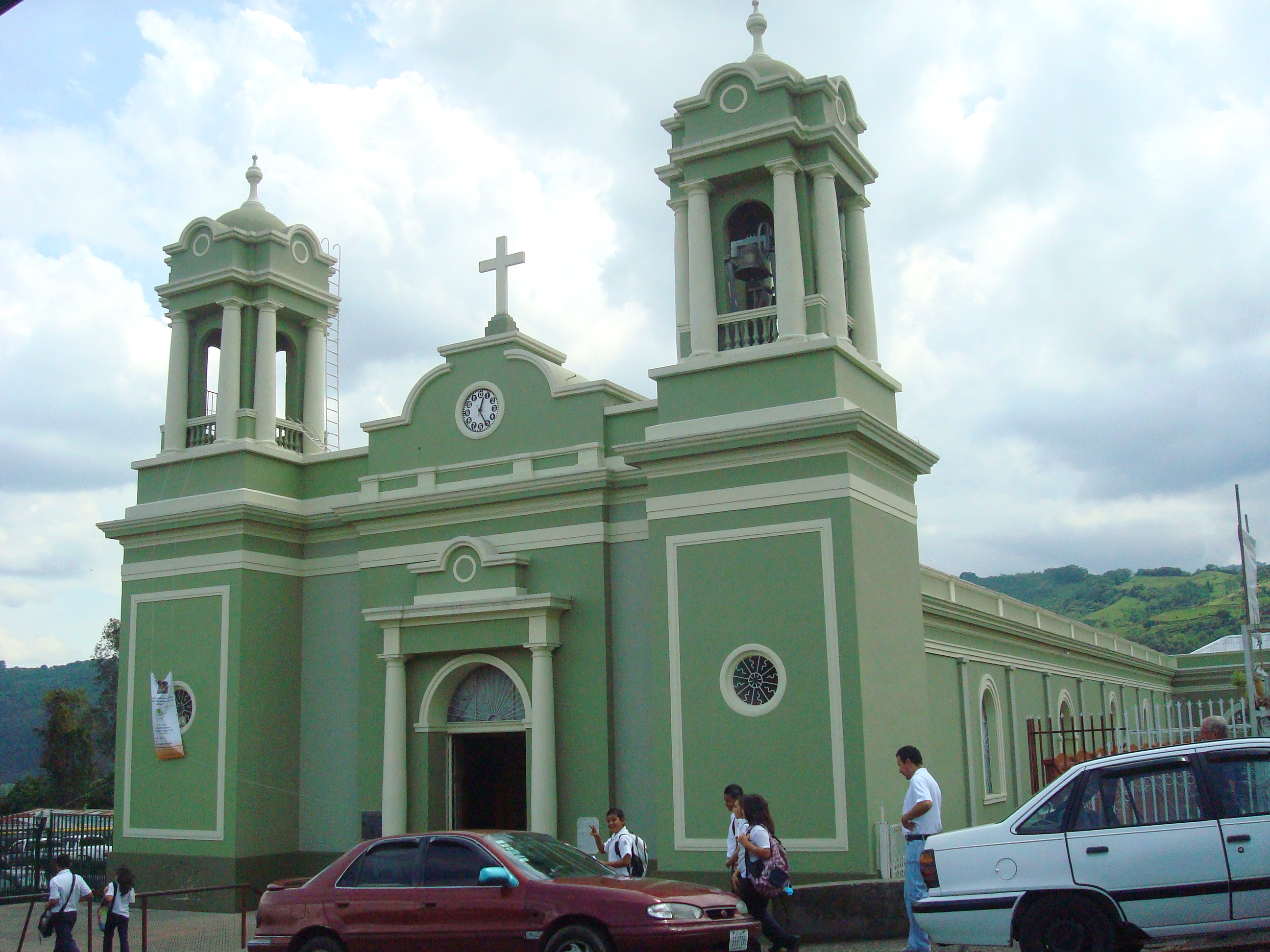
Parroquia San Luis de Tolosa, en el distrito de Aserrí.

### Vías de comunicación
La principal carretera del cantón es la ruta n.° 209, que comunica al distrito de Aserrí con los distritos de Tarbaca y Vuelta de Jorco, y a estos con los cantones de Desamparados y Acosta. Otra carretera importante es la ruta 222, que conecta a los distritos de Desamparados y Tarbaca con San Gabriel y los cantones de Desamparados y León Cortés Castro.

### Iglesias

#### Parroquia San Luis de Tolosa
La parroquia San Luis de Tolosa se ubica en el centro del distrito de Aserrí y se construyó en honor a Luis de Tolosa, es un santo católico italiano. Su fundación se dio en 1575, cuando dos frailes franciscanos establecieron doctrinas católicas en el cantón. Es además una de las iglesias más antiguas de Costa Rica.
La construcción de la parroquia finalizó en 1885, y en 1950 fue declarada patrimonio arquitectónico de Costa Rica.

## Demografía
Para el año 2022, Cantón de Aserrí cuenta con una población estimada de 59 588 habitantes, y para el último censo efectuado, en 2011, Cantón de Aserrí contaba con una población de 57 892 habitantes.
Siendo el vigesimosexto cantón de Costa Rica más poblado, y siendo además su densidad poblacional 367,07 habitantes por km².
Del total de la población, 29 292 habitantes, que representa el 47,75% del total de la población del cantón, se concentra en el distrito de Aserrí, el más poblado. Le sigue, el distrito de Salitrillos con un 24,13%, Vuelta de Jorco con un 11,31%, San Gabriel con un 10,63%, Legua con un 2,73%, Tarbaca con un 2,58, y Monterrey con un 0,85% del total de población.
De acuerdo con el Atlas de Desarrollo Humano Cantonal de Costa Rica 2016, el cantón cuenta con una esperanza de vida de 79,2 años y una alfabetización del 98,7 %.
De acuerdo al censo nacional del 2011, el 4,9 % de la población nació en el extranjero. El mismo censo destaca que de las viviendas ocupadas, el 62,5 % se encontraba en buen estado y había problemas de hacinamiento en el 4,4% de las viviendas. El 71,1% de sus habitantes vivían en áreas urbanas. Además, la escolaridad promedio alcanza los 7,9 años. El mismo censo detalla que la población económicamente activa se distribuye de la siguiente manera:

## Cultura

### Símbolos
[[Archivo:Mascarada.Bruja.Aserrí.Costa.Rica.2014
.jpg|miniaturadeimagen|208x208px|Mascarada manufacturada en Aserrí.]]

#### Mascaradas
Cada 31 de octubre, Día Nacional de las Mascaradas en Costa Rica, se celebra en el Cantón de Aserrí la festividad con pasacalles, fuegos artificiales, comidas tradicionales (como los tamales y chicharrones) y cimarronas. El cantón de Aserrí es conocido en Costa Rica por la producción artesanal de mascaradas.
La iniciativa de festejar este día surgió en 1996 gracias a artesanos locales; se organizó un pasacalles de mascaradas tradicionales por las principales vías del cantón. El objetivo de esta actividad era contrarrestar otro tipo de festejos ajenos a la cultura costarricense, como lo es la celebración del Halloween, además de reforzar el sentido de identidad del pueblo, aprovechando que es frecuente representar en los mantudos a distintos espectros de las leyendas costarricenses.
Al año siguiente, en 1997, el gobierno aprobó un decreto ejecutivo impulsado por el Ministerio de Cultura y Juventud para instaurar el Día Nacional de la Mascarada Tradicional Costarricense, que se celebra cada 31 de octubre desde entonces.

### Medios de Comunicación
Desde el 28 de octubre del 2019, Aserrí cuenta con La Potente, Radio Aserrí, medio que brinda divulgación del arte, cultura y música del cantón, así como visualización de los personajes reconocidos del lugar.

### Educación

#### Escuelas
- Escuela Edwin Porras Ulloa
- Escuela Herberth Farrer Knights
- Escuela de Ojo de Agua
- Escuela de Saurez
- Escuela Ildefonso Camacho Portuguez
- Escuela de Bajo de Cedral
- Escuela Manuel Hidalgo Mora
- Escuela de Santa Teresita
- Escuela de Tranquerillas
- Escuela Corazón de Jesús
- Escuela de El Tigre
- Escuela de Jocotal Abajo
- Escuela de La Uruca
- Escuela Ricardo Jiménez Oreamuno
- Escuela Floria Zeledón Trejos
- Escuela Braulio Odio Herrera
- Escuela María García Araya
- Escuela Andrés Corrales Mora
- Escuela de Praga
- Escuela de Las Mercedes
- Escuela Gabriel Brenes Robles
- Escuela Alejandro Rodríguez Rodríguez
- Escuela de Cedral Arriba
- Escuela Santa María
- Escuela Hossana

#### Colegios, liceos e institutos
- Liceo de Aserrí
- Liceo de San Gabriel
- Liceo de Vuelta de Jorco
- Colegio Técnico Profesional (C.T.P.) de Aserrí
- Colegio Técnico Profesional (C.T.P.) Braulio Odio Herrera
- Santa María Technical School

### Salud
Con respecto a la salud, en el cantón se encuentra la Clínica Mercedes Chacón Porras, en el distrito de Aserrí, y cuenta con servicios de EBAIS en la mayoría de los distritos.

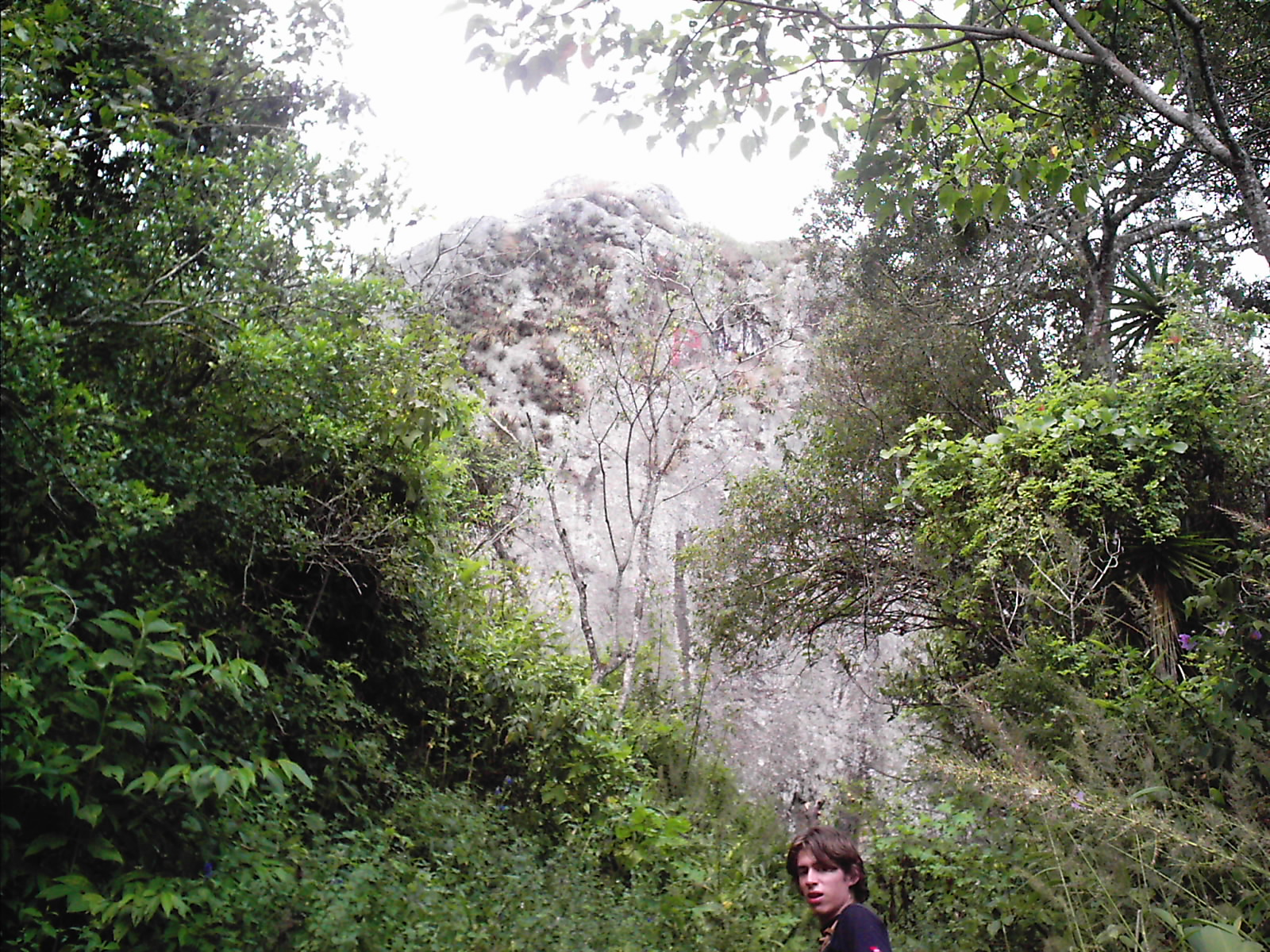
Piedra de Aserrí, en Aserrí.

### Sitios de interés

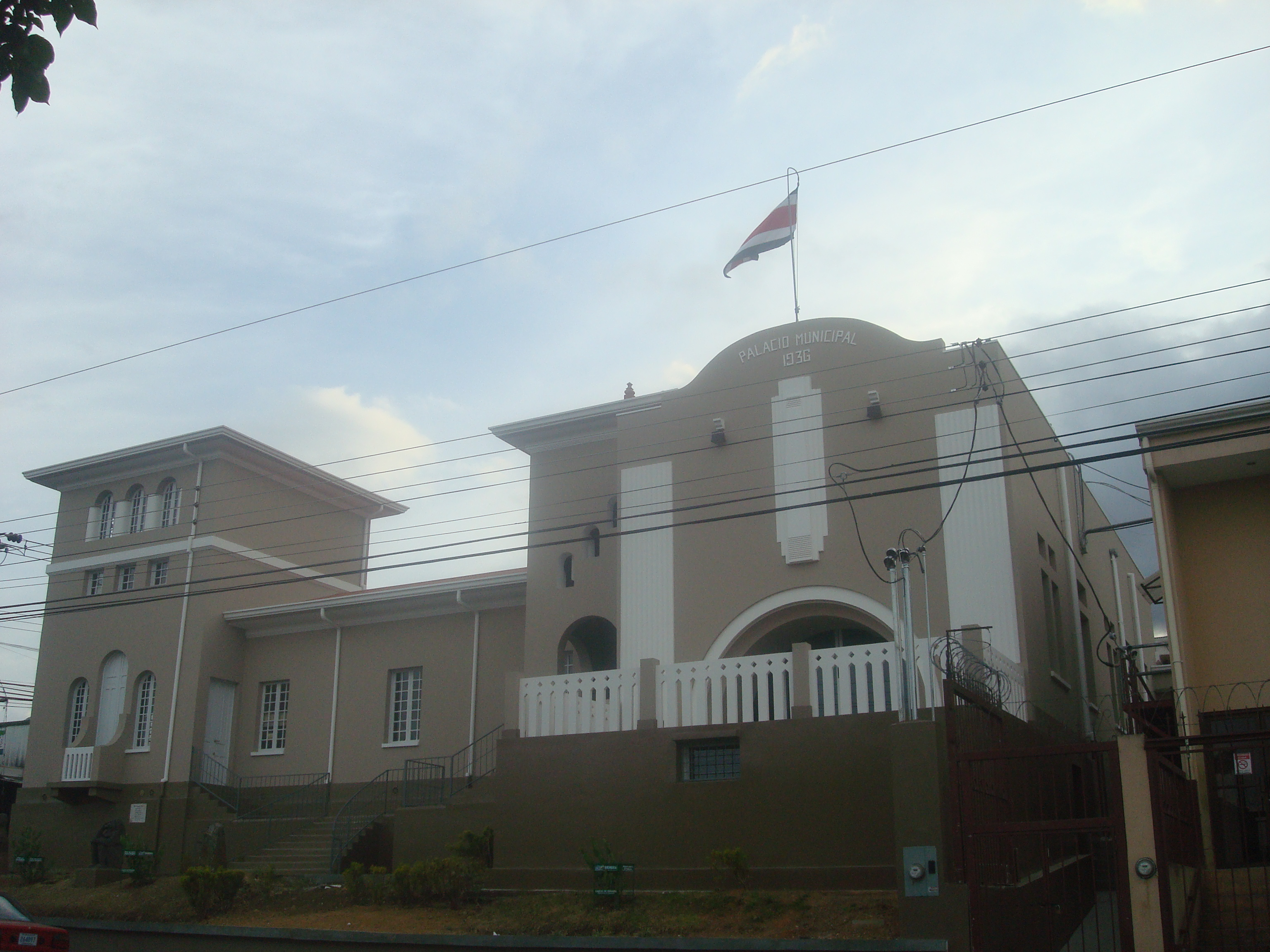
Palacio municipal de Aserrí, sede del Gobierno local.

- Palacio municipal de Aserrí, sede del Gobierno local.Piedra de Aserrí, relacionada con la leyenda de la bruja llamada Zárate, quien podía ser vista alrededor de la Piedra, una formación rocosa en las montañas del cantón. En sus laderas yace una cueva donde supuestamente vivió la bruja y que conecta al cantón de Aserrí con el cantón de Escazú e incluso en su parte frontal se aprecia una especie de puerta que según dice la leyenda la bruja abre al ser medianoche.
- Municipalidad de Aserrí; obra del arquitecto costarricense José María Barrantes, y a la cual se le considera como un edificio de gran valor histórico, arquitectónico y simbólico de ese cantón josefino, por lo que es patrimonio cultural de este país centroamericano desde 1992. Fue construido en 1936 específicamente para albergar las oficinas de la Municipalidad de Aserrí, edificándose en concreto armado, con diseño y elementos arquitectónicos propios del art deco. En 2012, fue sometido a una importante restauración a cargo de la arquitecta María Gabriela Jiménez Jara, quien presentó la propuesta ganadora en el concurso "Salvemos nuestro Patrimonio".
- Parque Central de Aserrí
- Miradores de Tarbaca
- Chicharronera Cacique Acserí, un restaurante de comidas típicas, que incluyen espectáculos de tradiciones populares como marimbas, cimarronas y mascaradas.

### Deporte
Goicoechea es sede de la selección de fútbol Aserrí Fútbol Club, la cual se alberga en el estadio ST Center, ubicado en el distrito de Aserrí y utilizado históricamente por clubes de la segunda división y de primera división de Costa Rica como Brujas Fútbol Club. También cuenta con el AD San Luis Sta. Teresita, que juega en la primera división de LINAFA, la tercera categoría de fútbol en el país.
El cantón cuenta con un Comité Cantonal de Deportes y Recreación, el cual administra y orienta los recursos municipales y externos para el desarrollo deportivo y recreativo de los habitantes del cantón. El cantón además cuenta con un gimnasio y piscina municipal, y con selecciones de fútbol, fútbol sala, atletismo, basketball , voleibol y natación.

### Personajes
- Víctor Morales Mora (1958-): Político y abogado que actualmente ejerce como jefe de fracción y diputado del Partido Acción Ciudadana. Ministro de Trabajo y Seguridad Social en la administración Solís Rivera y alcalde de Aserrí, electo el 5 de diciembre de 2010 para el período 2010-2016, cargo al que renunció para ejercer el ministerio.
- Natalia Monge Quirós (1985-): Presentadora, humorista, relacionista pública y actriz, muy reconocida en Costa Rica, quien actualmente trabaja en radio y en televisión.
- Marvin Solano Abarca (1956-): Futbolista y director técnico. Entrenador de La U Universitarios, de la Primera División de Costa Rica.
- Júnior Díaz Campbell (1983-):  exfutbolista, de la Primera División de Costa Rica.